# Templo de El Salvador
El Templo de San Salvador, El Salvador, es el nombre oficial de uno de los templos construidos y operados por la Iglesia de Jesucristo de los Santos de los Últimos Días, el número 135 construido por la iglesia y el cuarto en la América Central, ubicado en la ciudad de Antiguo Cuscatlán.
Como todos los templos de la Iglesia de Jesucristo de los Santos de los Últimos Días, el templo de El Salvador fue construido con el fin de proveer ordenanzas y ceremonias consideradas sagradas para sus miembros y necesarias para su salvación individual y la exaltación familiar. No es un edificio de adoración sacramental semanal y su uso está reservado a los miembros bautizados que son dignos, basado en una recomendación emitida por las autoridades locales de la iglesia.
Al templo de El Salvador solo asisten miembros que residen en el país, dado que los países vecinos tienen su propio templo mormón. Antes de la construcción del templo en El Salvador, los miembros de la iglesia SUD que deseaban ir a un templo viajaban al templo de la Ciudad de Guatemala.

## Historia
La doctrina SUD de los templos tiene su origen en 1832, dos años después de la organización de esta iglesia, cuando su fundador Joseph Smith recibiera lo que es considerado en el movimiento de los Santos de los Últimos Días como una revelación divina en la que el Señor Jesús le refirió el deseo de que se construyeran templos. En 1836 Smith y su iglesia completaron el templo de Kirtland, el primer templo SUD, en la ciudad de Kirtland, Ohio.
Los primeros misioneros SUD asignados a hacer proselitismo en El Salvador arribaron en 1948, bajo la dirección de las oficinas misionales en México. En febrero de 1951, se celebró la primera conferencia SUD regional en San Salvador presidido por el entonces Apóstol Albert E. Bowen. Un mes más tarde, los primeros 12 conversos fueron bautizados en la playa Apulo a orillas del lago de Ilopango. Para 1965 había unos 4 mil miembros bautizados en el país. En el año 1989 la Iglesia SUD en El Salvador comenzó a utilizar misioneros nativos para mantener su fuerza misional, reduciendo así su dependencia de los misioneros extranjeros.

## Construcción
En noviembre de 2007, Gordon B. Hinckley, el entonces presidente de SUD anunció públicamente los planes de construir un templo en El Salvador. En septiembre de 2008 se llevó a cabo la ceremonia de la primera palada y la dedicación eclesiástica del terreno sobre el que se construiría el templo, la cual fue realizada por un miembro del Quórum de los Setenta quien presidía sobre el área SUD de Centroamérica. Solo líderes locales y contados invitados adicionales asistieron a dicha ceremonia.
El templo de El Salvador fue construido con granito Branco Sienna brasileño basándose en una adaptación moderna de un diseño de la colonia española característico de la región. La decoración del diseño del templo gira en torno a la flor de izote, flor nacional de El Salvador. El templo tiene un pináculo único, sobre el cual está situado el tradicional ángel Moroni. Con un total de 792.5 metros cuadrados de construcción, el edificio cuenta con tres pisos de altura donde se ubican dos salones para las ordenanzas SUD y dos salones de sellamientos matrimoniales.

## Dedicación
El templo SUD de la ciudad de El Salvador fue dedicado para sus actividades eclesiásticas el 21 de agosto de 2011, por Henry B. Eyring. Con anterioridad a ello, del 1 al 23 de julio de ese mismo año, la iglesia permitió un recorrido público de las instalaciones y del interior del templo al que asistieron unas 167.000 personas. Unos 6.000 miembros de la iglesia e invitados asistieron a la ceremonia de dedicación, que incluye una oración dedicatoria ofrecida en tres sesiones.